# Bukovičko izdajstvo
Bukovičko izdajstvo je bio naziv za skup događaja koje su članovi Narodne stranke nazvali tim imenom.
Sam taj događaj je bio znakom prekretnice u carskoj pokrajini Dalmaciji u smislu samostalnog i konkretnog djelovanja pravoslavaca, onda već podosta zadojenih idejama o srpstvu, koji su odonda krenuli sa svojim strankama.
Izdajstvo se sastojalo u tome što su na izborima za dalmatinski Sabor 1879. godine Srbi iz izborne jedinice Pag-Zadar-Benkovac-Obrovac, dotad regularni birači Narodne stranke koji su donosili tijesnu pobjedu Narodnoj stranci, uskratili potporu dotadašnjem redovnom zastupniku, Mihi Klaiću, za taj kotar. Tada je obrovački izborni odbor Narodne stranke, sastavljen mahom od tamošnjih Srba, odbio dati potporu Mihovilu Klaiću, odbili su program Narodne stranke,  usprotivili se ujedinjenju carske Dalmacije s carskim pokrajinama Hrvatskom i Slavonijom te još nekoliko uvjeta za koje je bilo razvidno da će ih Narodna stranka odmah odbiti, odnosno već je bilo u početku jasno da ih se i sastavilo s namjerom da ih hrvatska struja neće nikako prihvatiti. S druge strane, obrovački Srbi su pregovarali s autonomašima, kojima su na koncu dali i potporu, a njihov je kandidat potpisao što su Srbi zahtijevali. Zahvaljujući izdaji slavenskih interesa od srpskih birača i njihovu priklanjanju autonomaško-talijanaškoj struji, autonomaši su pobijedili te godine u tom kotaru.